# Episodi di Upload (prima stagione)
La prima stagione della serie televisiva Upload, composta da 10 episodi, è stata interamente pubblicata su Prime Video il 1º maggio 2020.
| nº | Titolo originale                   | Titolo italiano                             | Pubblicazione USA | Pubblicazione Italia |
| -- | ---------------------------------- | ------------------------------------------- | ----------------- | -------------------- |
| 1  | Welcome to Upload                  | Benvenuto nell'Upload                       | 1º maggio 2020    | 1º maggio 2020       |
| 2  | Five Stars                         | Cinque stelle                               | 1º maggio 2020    | 1º maggio 2020       |
| 3  | The Funeral                        | Il funerale                                 | 1º maggio 2020    | 1º maggio 2020       |
| 4  | The Sex Suit                       | La tuta da sesso                            | 1º maggio 2020    | 1º maggio 2020       |
| 5  | The Grey Market                    | Il Mercato Grigio                           | 1º maggio 2020    | 1º maggio 2020       |
| 6  | The Sleepover                      | Il pigiama party                            | 1º maggio 2020    | 1º maggio 2020       |
| 7  | Bring Your Dad to Work Day         | Porta tuo padre al lavoro                   | 1º maggio 2020    | 1º maggio 2020       |
| 8  | Shopping Other Digital After-Lives | Comprare altre realtà ultraterrene digitali | 1º maggio 2020    | 1º maggio 2020       |
| 9  | Update Eve                         | La vigilia dell'aggiornamento               | 1º maggio 2020    | 1º maggio 2020       |
| 10 | Freeyond                           | Freeyond                                    | 1º maggio 2020    | 1º maggio 2020       |

## Benvenuto nell'Upload
- Titolo originale: Welcome to Upload
- Diretto da: Greg Daniels
- Scritto da: Greg Daniels

### Trama
2033. Gli esseri umani sono in grado, al momento della morte, di caricare (uploadare) la loro coscienza in un aldilà digitale, dove continuare a vivere senza scomparire. Questa è la situazione in cui si trova Nathan Brown, programmatore informatico di 27 anni, rimasto vittima di un incidente automobilistico con il suo veicolo a guida autonoma, inspiegabilmente schiantatosi contro un camion della nettezza urbana. A detta della sua fidanzata Ingrid Kennerman, le condizioni di Nathan stanno peggiorando e quindi deve decidere in fretta se morire oppure effettuare l'upload a Lakeview, un paradiso virtuale di proprietà della società Horizen, per cui la facoltosa ragazza possiede un abbonamento di alto livello. Nathan accetta la seconda ipotesi e viene uploadato a Lake View.
Risvegliatosi in una lussuosa camera d'albergo, Nathan inizia a familiarizzare con una realtà fin troppo perfetta in cui, servito e riverito dal personale dell'hotel, può fare tutto ciò che vuole. Ben presto però il giovane inizia a diventare insofferente verso questo contesto, meditando di suicidarsi nel torrent dei dati che lo condurrebbe alla morte definitiva. Intento a compiere l'estremo gesto, Nathan viene fermato da Nora Antony, impiegata della Horizen che, fungendo da "angelo custode", ha il compito di guidarlo nei suoi primi passi a Lake View. Nora lo dissuade dal togliersi la vita, invitandolo a cercare dentro di sé le ragioni per sopravvivere in upload piuttosto che morire. In realtà, Nora ha scoperto delle anomalie nei file di memoria di Nathan e vorrebbe studiarli meglio per capire le vere ragioni dietro al suo incidente.

## Cinque stelle
- Titolo originale: Five Stars
- Diretto da: Greg Daniels
- Scritto da: Greg Daniels

### Trama
A Nathan, che dopo il tentato suicidio è entrato in terapia, viene chiesto di stringere amicizia con altri cinque upload residenti a Lake View. Le sue nuove conoscenze sono il veterano di guerra Luke, il piccolo Dylan (morto precipitando nel Grand Canyon) e il magnate della finanza David Choak. Quest'ultimo mette in guardia Nathan sulle circostanze della sua morte, avvenuta dopo che lui e il suo amico Jamie stavano progettando un software concorrente alla Horizen. La loro app avrebbe infatti permesso alle persone di poter creare il loro upload a basso costo, senza bisogno delle cifre vertiginose chieste dalla Horizen.
Nora tenta di convincere il padre, malato terminale, a farsi uploadare, usufruendo dello sconto cui lei avrebbe diritto in qualità di dipendente. Tuttavia Lucy, il capo di Nora alla Horizon, le nega questa possibilità perché le sue recensioni sono al di sotto dello standard richiesto. Nora cerca di racimolare cinque stelle (la valutazione massima) dai clienti di Horizen, ma l'unico a darle soddisfazioni è Nathan che dice di trovarsi bene con lei. Fran Booth, cugina di Nathan, inizia a indagare sul suo incidente.

## Il funerale
- Titolo originale: The Funeral
- Diretto da: Jonathan van Tulleken
- Scritto da: Mary Gulino

### Trama
Nathan e Ingrid si preparano per il funerale. Fran è sempre più convinta dell'assassinio di suo cugino e crede sia implicata anche Ingrid, mentre Nora è sempre più coinvolta emotivamente nella storia di Nathan e decide di assistere al funerale. Scopre inoltre che l'accordo commerciale di Nathan e Jamie con Josh Pitzer della Cavern Investment non è mai andato a buon fine.

## La tuta da sesso
- Titolo originale: The Sex Suit
- Diretto da: Jonathan van Tulleken
- Scritto da: Aasia Lashay Bullock

### Trama
Per ricordare a Nathan i nobili propositi del programma che stava sviluppando con Jamie, Nora lo accompagna in visita ai piani bassi di Lake View, dove vivono i cosiddetti Due Giga. Costoro, upload che non hanno i mezzi economici per pagare l'abbonamento Horizen, non possono consumare più di 2 GB al mese, altrimenti vengono congelati fino alla riattivazione della soglia il mese successivo. Ingrid ha organizzato un'intervista con Vogue sulle nuove frontiere dell'amore a distanza tra una vivente e un upload. Nathan ne approfitta per mettere in cattiva luce la fidanzata, sottolineando come le cose tra loro non funzionassero nemmeno quando lui era in vita, figurarsi ora che si trova in upload.
Determinata a smentire Nathan, Ingrid acquista una tuta da sesso per poter avere un rapporto sessuale a distanza. Quando Nathan non riesce ad avere un'erezione, Ingrid reclama a gran voce l'intervento tecnico di Nora, ignorando che il fidanzato si sia invaghito proprio del suo angelo custode. Aleesha sprona Nora a dimenticare Nathan, un amore impossibile sotto diversi punti di vista, suggerendole di riattivare la app per incontri. Questo la porta a conoscere Byron, un ragazzo con cui consuma una sveltina accettabile. Fran chiede i filmati delle telecamere del negozio di alimentari in cui Nathan si era fermato prima dell'incidente. Visionando i nastri Fran si accorge che, mentre Nathan era entrato nel negozio, all'esterno Ingrid gli aveva manomesso la macchina.

## Il Mercato Grigio
- Titolo originale: The Grey Market
- Diretto da: Kacie Anning
- Scritto da: Mike Lawrence

### Trama
Durante una seduta di terapia di coppia, Nathan si lamenta di non essere libero, poiché il suo profilo è pagato da Ingrid, che quindi può controllare tutto. Riferisce inoltre di aver avuto conferma da Fran che qualcuno l'abbia voluto uccidere. Dylan è stanco di essere un bambino: i suoi amici sono cresciuti, suo fratello più piccolo ora ha la ragazza. Decide di andare al mercato nero, accompagnato da Nathan e Luke, dove aggiornare il proprio codice per diventare un adolescente. Luke invece si downloada in una festa di vivi. Anche la macchina a guida autonoma di Fran viene manomessa.

## Il pigiama party
- Titolo originale: The Sleepover
- Diretto da: Kacie Anning
- Scritto da: Shepard Boucher

### Trama
Ingrid organizza un pigiama party con la sua famiglia, invitando anche Nevaeh, la nipotina di Nathan. Gli animi si scaldano quando Ingrid prende le difese di Nevaeh, l'unica che dà segno di apprezzarla, contrariamente ai suoi genitori che non perdono occasione di rinfacciarle gli errori commessi. Ingrid caccia via tutti quanti, tranne Nevaeh, con cui trascorre una piacevole serata. La Horizen lancia una nuova merendina che gli angeli dovranno promuovere presso gli upload. Lucy comunica ad Aleesha che il suo assistito, Luke, si è lamentato di lei perché non gli permette di fare quello che vuole. Lucy interviene durante una discussione tra Luke e Aleesha, ma a sorpresa il veterano difende il suo angelo e derubrica le loro schermaglie a semplici scherzi affettuosi.
Nora decide di dare una possibilità a Byron, uscendoci a cena per vedere se con lui potrebbe sbocciare una relazione. Nonostante Byron in fondo appaia un tipo interessante, la cui passione è lavorare con i bambini, Nora non riesce a schiodarsi Nathan dalla mente. Con la scusa di mostrare il suo posto di lavoro a Byron, Nora vede Nathan impegnato a "dipingere" e lo presenta a Byron. Dopo aver scaricato il suo appuntamento, Nora resta da sola con Nathan e si addormenta alla scrivania, venendo svegliata al mattino dalle alterate Lucy e Aleesha.

## Porta tuo padre al lavoro
- Titolo originale: Bring Your Dad to Work Day
- Diretto da: David Rogers
- Scritto da: Owen Daniels

### Trama
Nora è rimproverata da Lucy per essere stata sorpresa a dormire con Nathan, ricordandole che il contratto di lavoro vieta che gli impiegati abbiano relazioni con gli upload. Ingrid frequenta un gruppo di auto-sostegno di donne che hanno mariti nei vari paradisi virtuali, confessando che sta pensando di cancellare l'account di Nathan per poter continuare a vivere senza il suo fantasma. Josh Pitzer e tutti i dirigenti apicali della Cavern Investment sono stati uccisi in quello che sembra un giro di contraffazione di upload andato male.
Il padre di Nora visita Lake View per valutare se, quando verrà il momento, deciderà di stabilirsi lì. Nora chiede a Nathan di fargli da cicerone, poiché vuole usare questo tempo per spiare il computer di Lucy alla ricerca di informazioni sul caso di Nathan. Qualcuno tenta di sabotare i server della Horizen, gettando una piccola bomba che provoca un'esplosione e manda il sistema in stand-by per qualche minuto. Mentre i dipendenti sono evacuati, Nora resta al computer e scopre che ha accesso ai dati di Nathan un impiegato con ID sconosciuto. Nora riesce a sgattaiolare fuori dall'ufficio di Lucy prima che la donna rientri per controllare l'allarme.
Il padre di Nora comunica alla figlia che, nonostante Lakeview sia un bel posto e Nathan una persona molto piacevole, non ha cambiato idea e il suo unico desiderio è riabbracciare sua moglie in paradiso.

## Comprare altre realtà ultraterrene digitali
- Titolo originale: Shopping Other Digital After-Lives
- Diretto da: Jeffrey Blitz
- Scritto da: Alex Sherman e Alyssa Lane

### Trama
Nora viene sospesa dal lavoro, essendo stata violata la clausola secondo cui l'upload non deve conoscere il nome del suo angelo. Nathan visiona il filmato di una lite che aveva avuto con Jamie a proposito di Beyond, ma alcuni sbalzi del video gli impediscono di coglierne il senso. Lucy assume il controllo dell'avatar di Nora, facendole dire a Nathan che sarebbe opportuno mettere un freno al loro rapporto. Ciò induce il giovane a decidere di lasciare Lakeview, alla ricerca di un paradiso più abbordabile economicamente, così da svincolarsi dal controllo di Ingrid. Tutti i dati di Nathan sono registrati su un disco ad autoradio, privo di mezzi di protezione, che un tecnico della Horizen consegna alla madre del ragazzo. Saputo che Nathan ha abbandonato Lakeview, Nora prende un aereo per andare a parlarne con Ingrid, convinta sia stata lei a farlo uscire.
La madre di Nathan porta il disco contenente il figlio all'agenzia di viaggi ultraterreni di Mauricio, il quale suggerisce alcuni paradisi meno ingessati rispetto a Lakeview e quindi più adatti per un giovane. Insoddisfatto delle proposte fatte da Mauricio, Nathan capisce che in fondo Lakeview non è poi così male. Intanto, Nora raggiunge Ingrid, appurando come fosse all'oscuro della fuoriuscita di Nathan da Lakeview. Andate nell'agenzia di Mauricio, le ragazze convincono la madre di Nathan a restituirglielo per farlo tornare a Lakeview. Lungo il tragitto uno strano figuro ruba il disco, gettandolo in una fontana e danneggiando i circuiti.
Nathan è reinserito a Lakeview e Nora, in barba alle regole aziendali, riprende a frequentarlo come se nulla fosse.

## La vigilia dell'aggiornamento
- Titolo originale: Update Eve
- Diretto da: Daina Reid
- Scritto da: Greg Daniels

### Trama
Horizen si appresta a lanciare un importante aggiornamento, chiamato Scirocco 8.9, che sarà eseguito dopo una grande festa in contemporanea negli uffici dell'azienda e a Lakeview. Nathan intende disdire l’abbonamento di Lakeview, così da recidere ogni legame con Ingrid. La ragazza prende male la notizia che il ragazzo intende lasciarla, svelando a suo padre di aver impostato la "priorità passeggeri" sul suo veicolo prima dell'incidente. Il genitore non accoglie bene questa rivelazione, avvertendola che tra loro è guerra.
Per dimostrare a Lucy che Nathan per lei è un capitolo chiuso, Nora chiede a Byron di partecipare al party aziendale, durante il quale non perde occasione di baciarlo appassionatamente. Nathan riesce a mettersi in contatto con Jamie che si appresta a lanciare Beyond, realizzando il loro sogno, e ottiene da lui un prestito per poter vivere tra i Due Giga. Al termine della festa, culminata con l'appassionante caccia all'uovo, tutti gli upload vengono addormentati per poter effettuare l'aggiornamento in sicurezza. Nora vuole tenere sveglio Nathan, affinché l'aggiornamento possa consentirgli di recuperare la memoria della sua vita terrestre e fare luce sulla verità, anche se così facendo rischiano di cancellarsi i ricordi del suo soggiorno a Lakeview. Nora consegna a Nathan una pistola spara-codici che aveva rubato a un addetto alla sicurezza, consentendogli di avere accesso alla programmazione di Lakeview.
Intrufolatasi nell'ufficio chiuso, Nora sveglia Nathan per poter aspettare insieme l'arrivo dell'aggiornamento. Purtroppo il sistema mette Nora davanti alla scelta di addormentare Nathan, lasciando le cose così come sono, oppure effettuare l'aggiornamento e fargli perdere memoria della loro storia. Alla fine Nora sceglie la seconda opzione, rammaricandosi che Nathan probabilmente si dimenticherà di lei.

## Freeyond
- Titolo originale: Freeyond
- Diretto da: Daina Reid
- Scritto da: Greg Daniels

### Trama
Nathan si risveglia dall'aggiornamento e, come temeva Nora, non ricorda nulla della sua permanenza a Lakeview. In compenso sono stati recuperati i file di memoria precedentemente danneggiati, da cui risulta che era stato lo stesso Nathan, allettato dalla possibilità di guadagnare soldi per la sua famiglia, a tradire Jamie e vendere segretamente Beyond all'azienda del padre di Ingrid. Sceso a vivere nel piano dei Due Giga, Nathan chiama Nora per dirle che in realtà si ricorda benissimo di lei. Ora però è la ragazza a dubitare della loro storia, temendo di essere tradita come accaduto a Jamie. Mentre Nora sta parlando, lo stesso tizio che aveva tentato di bruciare il disco rigido si introduce nel suo appartamento per ucciderla. Sfruttando la pistola spara-codici, Nathan manomette un ascensore sul quale era salito l'aggressore, dando modo a Nora di salvarsi.
A causa di questi avvenimenti, Nathan ha già consumato quasi tutti i 2 GB mensili. Nora prova a sfruttare i suoi ultimi istanti di attività per dirgli che lo ama, ma quando pronuncia queste parole il ragazzo è già congelato. Ascoltando il suggerimento di suo padre, che le ha rivelato di avere agganci nel movimento luddista che si oppone alla deriva iper-tecnologica della società, Nora parte assieme a Byron per nascondersi in un luogo segreto, al riparo da ogni minaccia. Ingrid arriva a Lakeview e dona 1 GB extra a Nathan, annunciandogli di avere fatto l'upload come estrema prova del suo amore per lui.